# Robert Wintermantel
Robert Wintermantel (* 10. Dezember 1970) ist ein deutscher Sportmanager und ehemaliger Basketballspieler.

## Karriere

### College
Im Alter von 20 Jahren bekam Robert Wintermantel ein Stipendium am Abraham Baldwin College in den USA. Von diesem Zeitpunkt zeichnete sich zum ersten Mal eine anstehende Profikarriere im Basketball ab. Neben dem Basketball studierte er zunächst Informatik, dann in Wiesbaden Internationale Betriebswirtschaftslehre.

### Profikarriere
Nach der Rückkehr aus den Vereinigten Staaten spielte Wintermantel im Halbprofi- beziehungsweise Profibereich. Ab 1992 war er Mitglied des Zweitligisten TV 1862 Langen und blieb dort zunächst bis 1995. Von 1995 bis 1997 stand Wintermantel in Diensten des Bundesligisten SG Braunschweig. In der Saison 1995/96 wurde er in 26 Bundesliga-Spielen (6,3 Punkte, 6,2 Rebounds/Spiel) eingesetzt, in seinem zweiten Jahr in Niedersachsen stand er in 30 Bundesliga-Partien für Braunschweig auf dem Feld und verbuchte 3 Punkte sowie 2,7 Rebounds je Begegnung. 1997 ging Wintermantel nach Langen zurück und blieb dort bis 2000.
In der Saison 2000/01 spielte er beim spanischen Drittligisten Universidad Complutense in Madrid, während er dort im Rahmen seines Studiums ein Praktikum absolvierte. In 37 Einsätzen erzielte für die Mannschaft im Schnitt 9,8 Punkte. Er ging nach Deutschland zurück und stand im Spieljahr 2001/02 bei den Skyliners Frankfurt unter Vertrag, für die er zehn Bundesliga-Spiele bestritt (0,9 Punkte, 1,2 Rebounds/Einsatz). Mit Frankfurt nahm er des Weiteren an der EuroLeague teil, Wintermantel kam in dem Wettbewerb in fünf Spielen zum Einsatz. Von 2002 bis 2007 spielte er beim SV 03 Tübingen (später Walter Tigers Tübingen). 2004 gelang mit der Mannschaft der Aufstieg in die Basketball-Bundesliga. In der Aufstiegssaison 2003/04 erzielte er in 30 Zweitligaeinsätzen im Schnitt 12,5 Punkte je Begegnung. Von 2004 bis 2007 kam er in den Tübinger Farben auf 71 Bundesliga-Einsätze. Seine besten statistischen Werte in der höchsten deutschen Spielklasse erreichte er 2004/05 mit 5,4 Punkten und 4,7 Rebounds je Begegnung. Zu Wintermantels Stärken als Basketballspieler gehörte der Rebound.
Nachdem Wintermantel 2007 seine Spielerkarriere beendet hatte, blieb er den Neckarstädtern erhalten, wurde 2008 Geschäftsführer des Tübinger Basketball-Klubs. Von Sommer 2011 bis Juli 2018 war er zudem Vorstandsmitglied der Arbeitsgemeinschaft Basketball-Bundesliga. Wintermantel war bis 2021 Geschäftsführer der Pro Basket Tübingen GmbH, der ausgegliederten Profibasketballabteilung des SV 03 Tübingen, welche unter dem Namen Walter Tigers Tübingen (nach dem Ausstieg der Walter AG als Namensgebers Tigers Tübingen) zeitweise in der Basketball-Bundesliga und nach dem Abstieg in der zweiten Liga auflief.
Ab dem 1. Juli 2021 war Wintermantel Geschäftsführer eines in Neu-Ulm ansässigen und mit dem Bundesligisten Ratiopharm Ulm verbundenen Unternehmens, das Dienstleistungen in der Spielerberatung und -entwicklung anbietet. Zum 1. Juni 2024 wechselte er zur Basketball-Bundesliga, wurde als kaufmännischer Leiter unter anderem für die Arbeitsbereiche Lizenzvergabe und Entwicklung des sportlichen Bereichs zuständig.

## Persönliches
Der ehemalige Flügelspieler ist zweifacher Familienvater und lebt mit seiner Familie in Tübingen.